# 親子茶屋
『親子茶屋』（おやこぢゃや）は上方落語の演目。東京で演じられる『夜桜』（よざくら）もこの項目で説明する。
両演目はいずれも、古典落語の典型的キャラクターである「遊び好きの商家の若旦那」が登場する。
『親子茶屋』は上方特有の「お茶屋」を舞台とするいわゆる「茶屋噺」のひとつ。原話は、1767年（明和4年）の笑話本『友達ばなし』中の一編「中の町（なかのちょう）」。主な演者に3代目笑福亭福松、2代目立花家花橘、4代目桂米團治、3代目桂米朝、3代目桂春団治らがいる。とりわけ3代目春団治の口演は「演劇的な立体感のある世界を想像させる」と評された。さらに、歴代の桂米團治はこの噺を十八番ネタとしている。武藤禎夫は「音曲をふんだんに入れて賑やかに聞かせる上方噺」と評している。
『夜桜』は、『親子茶屋』の舞台を吉原遊廓に移した「廓噺」。現在の演じ手は少ない。8代目桂文治らの口演が知られる。
いずれの演目においても、演者は、登場人物が踊る様子を座ったまま表現するための技量と体力が求められる。
『親子茶屋』は1940年9月に当時の講談落語協会が警視庁に届ける形で口演自粛を決定した禁演落語53演目に含められた。

## あらすじ

### 親子茶屋
まず演者が、男特有の3つの欲望として、「呑む」＝飲酒、「打つ」＝博打、「買う」＝女郎遊びの「三道楽煩悩（さんどらぼんのう）」を紹介する。
お茶屋で遊んだあげく朝に船場に帰り、昼まで寝ていた若旦那を、父親（親旦那）が呼び出して「ひと言だけ聞きたい。お前には芸者たらいう女子（おなご）と、たったひとりの親とどっちが大事か?」と説教するが、息子は芸者を選ぶと断言。「女子やったら、わてが勘当ンなっても『若旦那、あて（＝私）が養い通します。東京へ行て、一旗揚げまひょいな』ちゅうて人さんの軒下立って、歌で流して稼いで東京行く。『あての体、いっとき柳橋か芳町に沈めとくんなはれ。それを元手に、あんさん商売始めなはれ。2、3年もすれば商売に道がついてくる。あての年期も明ける。そうなれば、生涯仲よく暮らそやおまへんか』てなこと言うてくれはんねん。そこへきたらお父っつぁんはどないだ? 今こそ何不自由おまへんけどな、不時の災難ちゅうものはわかりまへんで。うちが火事になって全財産丸焼け。人さんの軒下で歌うにも、あんた三味線も弾けしまへん。あんた背たろうて人さんの軒下立って、『焼け出され者（もん）です。年寄り抱えて難渋しとります』ちゅうたら、行く先々からカネ貰（も）ろて。まあ東京行けるとしなはれ、『一時わしの体、柳橋か芳町に……』だれが買いますか? 芳町・柳橋はおろか、高津（こうづ）の黒焼屋（生薬を売る店）も断られるわ。そんな3文の値打もない老いぼれと、水も垂れるような芸者と、そんなもん、頭からハカリにも天秤にも……」と、冗談をまくし立ててまぜ返し、反省の様子がない。怒りが収まらない親旦那は勘当を言い渡しかけるが、仲裁に入った店の番頭から「気分直しに、島之内のお寺はんへお説教（＝法話）を聞いておいでになりましたら?」と勧められ、「頼みにするは阿弥陀さまばかりじゃ」とつぶやきながら、数珠を懐に入れて表へ出る。
ところが、実は二、三枚上手の極道である親旦那は寺院へは向かわず、ミナミの花街へ一目散に向かった。「あるかないかわからん地獄極楽をあてにするより、これがこの世の何よりの極楽じゃ。せやけど、せがれ（＝息子）が使う・わしが使う、ではうちの身代（＝財産）もたまったもんやない。いっそあのドラ息子、先に死んでしまいやがったらええのに、風邪ひとつ引きくさらん。たった一人の息子を見送ろうとすると、大抵のこっちゃない」親旦那は素性を隠して通っているなじみのお茶屋にあがり、二階座敷で芸者や幇間を揚げて宴会を始める。
親旦那は「いつもの『狐釣り（※お座敷遊びのひとつ。顔に扇子をくくり付け、目隠しをして行う鬼ごっこの一種。目隠しされた「狐」が、周囲の者の手を叩く音を手掛かりに捕まえる。狐に捕まった者は罰として酒を飲まされ、次の狐になる）』をやろう」と提案する。若い芸者が内心「阿保の一つ覚え」の「古臭い遊び」と呆れつつも、「ア、やっつく、やっつく、やっつくな」「釣ろよ、釣ろよ。信太（しのだ）の森の。狐どんを釣ろよ……」（下座から流れる河内民謡の『釣ろよ釣ろよ』に合わせて歌い動く）と大騒ぎ。
一方、若旦那も、番頭をだまして店を抜け出し、花街へやって来る。「ここへ来たら、親の意見も何もかもすっ飛んでまうから、おもろいなあ……」以前に一度遊んだことがあるお茶屋の前を通りかかると、二階から「狐釣り」をやっている派手な音が聞こえる。窓を見上げてみると、扇子で顔を隠した年配の客が踊っているのが見える。「粋（すい）なもんやなあ。うちの親父に見習わせたいわ」と感心した若旦那は、お茶屋の女将に「半分だけ持たしてもらう（＝料金を半分負担する）さかい、あの座敷で一座をさせてくれ（＝一緒に遊ばせてくれ）」と頼む。女将は親旦那のいる座敷に話を通し、座が白けてしまわないよう、若旦那も扇子で目隠しさせて「狐釣り」の「狐（鬼ごっこで言う鬼）」に仕立て、親狐と子狐という趣向を考えた。
「旦那（だん）さん、二階に子狐あげまっせ。さ、ひい、ふの、みつゥ」「ア、やっつく、やっつく、やっつくな」「釣ろよ、釣ろよ。信太の森の。子狐どんを釣ろよ」「ア、やっつく、やっつく、やっつくな」「釣ろよ、釣ろよ。信太の森の。親狐を釣ろよ」扇子で顔を隠したふたりは、互いに何も知らないまま散々に遊び倒す。疲れ果てた親旦那は「どこのお方とは存じませんが、こんな年寄りの古臭い遊び気に入ってくだされて、一座してやろうとはありがたいことで。以後、これを御縁に、これからもひとつ……」と言いながら扇子を顔から外すと、目の前に息子がいるので驚く。こ、これ! せがれやないか!」「あっ! お父っつぁん」
「ううむ、これから必ず、博打はいかんぞ」（三道楽のうち「呑む」と「買う」を見られたため、説教の種として「打つ」が最後に残った）。

### 夜桜
春の頃。父親が吉原から三日ぶりに帰って来た息子をとがめると、息子は「夜桜を見に行っていた」とごまかす（桜並木の夜見物は、吉原名物であった）ので、父親は親孝行の大切さについて長い説教をする。
父親は無尽講仲間との酒宴が遅くなり、つい魔がさして吉原の妓楼に入ってしまう。折りしも息子も店を抜け出し、同じ妓楼にあがると、芸者や幇間はひとりの客にかかりきりだというので、息子は「その粋（いき）な隠居と一緒に遊びたい」と提案する。幇間が、隣の座敷を用意し、かっぽれ（ステテコ踊り）を踊っている最中にふすまを開いて対面させる、という趣向をスタンバイした。ふすまが開き、親子がお互いを認めて驚き狼狽する。父親が息子に向かって、
「せがれよ、飲み過ぎはならんぞ」

## 題材について
作中に登場する「狐釣り」は「目ん無い千鳥」とも呼ばれ、落語の『百年目』『天神山』、歌舞伎の『仮名手本忠臣蔵』のうち「七段目」にも登場する。『釣ろよ釣ろよ』は狂言の『釣針』、歌舞伎の『釣女』にも登場する。
導入部では男の「三道楽煩悩」に続いて、女の好きなものとして「芝居、こんにゃく、芋、蛸、南瓜」が紹介される。

## バリエーション
『親子茶屋』の舞台となる花街は、難波新地あるいは宗右衛門町という設定で、どちらを舞台とするかによって「はめもの」（口演中に演奏される音曲）も異なる。3代目福松、2代目花橘、3代目春団治らは難波新地、4代目米團治、3代目米朝らは宗右衛門町としている。
3代目春団治は米朝とくらべ、前半部の親旦那と息子との会話を短く刈り込んでおり、その分後半の茶屋遊びに力を入れている。